# Белорусско-гамбийские отношения
Белорусско-гамбийские отношения были установлены 10 апреля 2002 года.

## История
В 1963 году, когда Гамбия ещё была британской колонией, Белорусская ССР предоставила жителям страны возможность получать в своих ВУЗах высшее образование.
10 апреля 2002 года в Постоянном представительстве Беларуси при Организации Объединенных Наций в Нью-Йорке состоялась торжественная церемония подписания документов об установлении дипломатических отношений.
В марте 2003 года Министерство образования Беларуси и Государственный департамент образования Гамбии подписали Меморандум о сотрудничестве, в котором предусмотрели установление и развитие прямого взаимодействия между учреждениями образования, а также приём для работы и учёбы в учреждениях образования преподавателей и научных работников, студентов, аспирантов и стажёров.
В августе 2010 года состоялся визит в Минск министра иностранных дел, международного сотрудничества и гамбийцев за рубежом Мамаду Тангара.
В 2014 году стороны активизировали усилия по формированию договорно-правовой базы, запланировав подготовить к подписанию важнейшие соглашения – о торгово-экономическом сотрудничестве, об избежании двойного налогообложения, о сотрудничестве в сфере сельского хозяйства.

## Торговля
В 1998—2002 годах товарооборот между странами составлял около 30 тысяч долларов США в год.
Общий объём белорусского экспорта в 2013 году в Гамбию составил 1594,7 тыс. долл. (рост в 35 раз к уровню 2012 года) за счёт поставок прутков горячекатаных из нелегированной стали.
По состоянию на 2020 год основные позиции гамбийского импорта в Беларусь составили мука и гранулы из мяса, мясных субпродуктов и рыбы.